# Franz Xaver Haberl
Franz Xaver Haberl (Oberellenbach, 12 de abril de 1840 - Ratisbona, 5 de septiembre de 1910) fue un músico y sacerdote austríaco, gran impulsor del Cecilianismo en Alemania. 

## Biografía
Hizo sus estudios eclesiásticos y fue ordenado sacerdote en Passau en el año 1862. Allí luego se desempeñó como maestro de capilla de la catedral y prefecto de música del seminario. Luego fue organista de la Iglesia de Santa Maria dell'Anima en Roma desde 1867 a 1870.
En 1868 hizo una nueva edición de la Editio Medicea para interpretación de canto gregoriano, temporalmente reconocida como oficial por la Santa Sede. Desde 1871 fue maestro de capilla de la catedral de Ratisbona. Allí fundó una escuela de música sacra junto con Jacob y Canon Haller. Al inicio eran solo tres alumnos, pero pronto alcanzó gran reputación y llegaron estudiantes de toda Europa (entre otros, un joven Lorenzo Perosi, que viajó a Ratisbona en 1893 protegido por el conde Lurani Cernuschi).
El papa León XIII lo hizo canónigo honorario de la catedral de Palestrina en 1879.
En 1876 comenzó una serie de publicaciones sobre música entre las que se cuentan: Caecilienkalender (luego Kirchemusikalisches Jahrbuch). Desde 1888 fue redactor también de la revista Música Sacra y de Fliegende Blätter Für Kirchenmusik. Hacia el final de su vida se dedicó a publicar recolecciones de tetragramas de canto gregoriano. En 1889 fue hecho doctor honoris causa de la Universidad de Wurzburg.
En 1908 concluyó una edición crítica de 33 volúmenes con todas las obras de Palestrina. No alcanzó a concluir un trabajo semejante que realizaba con las obras de Orlando di Lasso.